# Jeff Vermeulen
Jeff Vermeulen (* 7. Oktober 1988 in Zwolle) ist ein ehemaliger niederländischer Bahn- und Straßenradrennfahrer.

## Sportliche Laufbahn
Jeff Vermeulen wurde 2004 niederländischer Bahnradmeister im Sprint der Jugendklasse und 2005 in der Einerverfolgung der Juniorenklasse. In der Saison 2006 gewann er bei der Juniorenweltmeisterschaft in Gent zusammen mit Pim Ligthart die Silbermedaille im Madison. 2007 war er mit Ligthart beim UIV Cup in München erfolgreich und er wurde nationaler Meister im Derny. Bei der U23-Europameisterschaft 2008 in Alkmaar gewann er zusammen mit Ligthart die Silbermedaille im Madison.
Auf der Straße gewann Vermeulen 2007 die Omloop van de Hoekse Waard. Ab August 2007 fuhr er für das niederländische Continental Team Löwik Meubelen und 2011 fuhr er für das Cyclingteam de Rijke. In seinem ersten Jahr dort gewann er die Ronde van Zuid-Holland.
Am 7. August 2013 wurde bekannt, dass er positiv bei einer Dopingkontrolle getestet wurde. Am 20. November 2013 folgte ein zweiter positiver Dopingtest, woraufhin er von seiner Mannschaft Metec-TKH entlassen wurde. Er wurde zuerst vorläufig vom niederländischen Radsportverband suspendiert, dann aber freigesprochen.
2015 setzte Vermeulen seine Radsportlauf beim Cyclingteam Jo Piels fort. Im selben Jahr gewann er unter anderem die Ronde van Overijssel, eine Etappe und das Mannschaftszeitfahren der Olympia’s Tour sowie eine Etappe von Paris-Arras. 2016 gewann er den Ster van Zwolle und eine Etappe der Tour du Loir-et-Cher.
Zum Ende der Saison 2018 beendete Jeff Vermeulen seine Radsportlaufbahn.

## Erfolge
2005
- Niederländischer Meister – Einerverfolgung (Junioren)

2006
- Weltmeisterschaft – Madison (Junioren) mit Pim Ligthart

2007
- UIV Cup – München (mit Pim Ligthart)
- Niederländischer Meister – Derny

2008
- Europameisterschaft – Madison (U23) mit Pim Ligthart

2012
- eine Etappe Olympia’s Tour

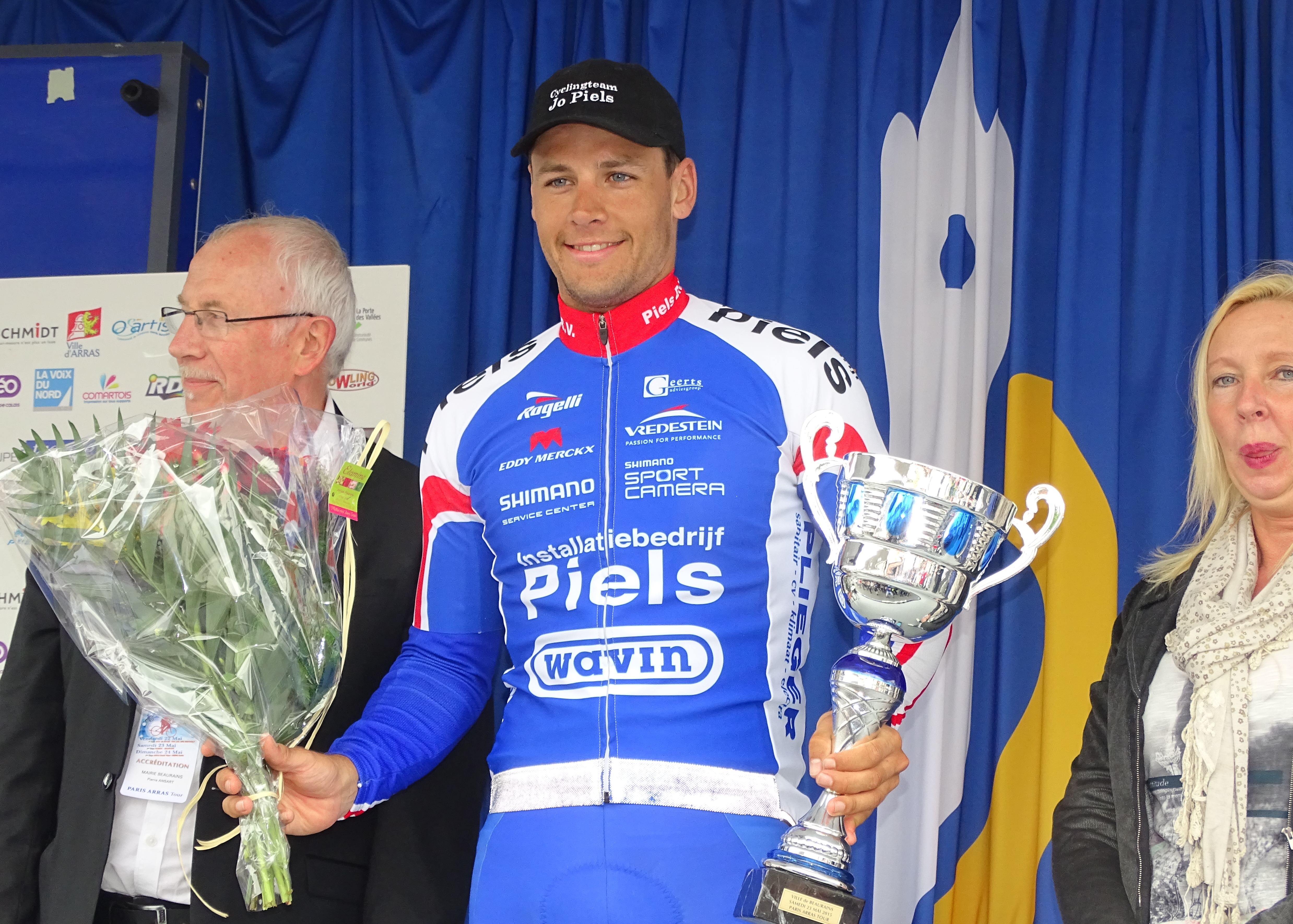
Jeff Vermeulen, Paris–Arras (2015)

- eine Etappe Course de la Solidarité Olympique

2013
- Zuid Oost Drenthe Classic I
- zwei Etappen Olympia’s Tour

2015
- Zuid Oost Drenthe Classic
- Ronde van Overijssel
- eine Etappe und Mannschaftszeitfahren Olympia’s Tour
- eine Etappe Paris-Arras

2016
- Ster van Zwolle
- eine Etappe Tour du Loir-et-Cher

## Teams
- 2007 Löwik Meubelen (ab 1. August)
- 2009 AA Drink-BeOne
- 2010 AA Drink Cycling Team
- 2011 Cyclingteam de Rijke
- 2012 Metec Continental Cyclingteam
- 2013 Metec-TKH Continental Cyclingteam
- 2015 Cyclingteam Jo Piels
- 2016 Cyclingteam Jo Piels
- 2017 Destil-Jo Piels Cycling Team